# Alvarezsàurids
Els alvarezsàurids (Alvarezsauridae) són una família de dinosaures petits, corredors i de cames llargues. Tot i que al principi es pensava que representaven els primers ocells coneguts sense ales, un treball recent suggereix que es tracta de members primitius dels maniraptoriformes. Un altre treball va concloure que són el grup germà dels ornitomimosaures. Els alvarezsaures estaven molt especialitzats. Tenien uns braços petits amb mans com la dels ocells compactades i el seu esquelet suggereix que tenien una musculatura potent al pit i als braços per a excavar i esquinçar. Tenien morros tubulars, mandíbules allargades i dents diminutes. Podrien haver estat adaptats per a capturar insectes colonials com els tèrmits.

## Sistemàtica

### Taxonomia
- Família Alvarezsauridae
  - Achillesaurus
  - Albertonykus
  - Alvarezsaurus
  - Kol
  - Patagonykus
  - Subfamília Mononykinae
    - Ceratonykus[1]
    - Heptasteornis
    - Mononykus
    - Parvicursor
    - Shuvuuia
    - Xixianykus[2]

  - Subfamília Parvicursorinae
    - Linhenykus

### Filogènia
El cladograma que es representa a continuació segueix l'anàlisi filogenètic de Nick Longrich i Phil Currie de l'any 2008.
|  | Albertonykus                      |
|  |                                   |
|  | Alvarezsaure sense nom (YPM 1049) |
|  |                                   |

|  | Parvicursor                              |
|  |                                          |
|  | Parvicursor sp. (Alvarezsaure de Tugrik) |
|  |                                          |

|  | Shuvuuia  |
|  |           |
|  | Mononykus |
|  |           |

|  | Parvicursor                              |
|  |                                          |
|  | Parvicursor sp. (Alvarezsaure de Tugrik) |
|  |                                          |

|  | Shuvuuia  |
|  |           |
|  | Mononykus |
|  |           |

|  | Albertonykus                      |
|  |                                   |
|  | Alvarezsaure sense nom (YPM 1049) |
|  |                                   |

|  | Parvicursor                              |
|  |                                          |
|  | Parvicursor sp. (Alvarezsaure de Tugrik) |
|  |                                          |

|  | Shuvuuia  |
|  |           |
|  | Mononykus |
|  |           |

|  | Parvicursor                              |
|  |                                          |
|  | Parvicursor sp. (Alvarezsaure de Tugrik) |
|  |                                          |

|  | Shuvuuia  |
|  |           |
|  | Mononykus |
|  |           |

|  | Albertonykus                      |
|  |                                   |
|  | Alvarezsaure sense nom (YPM 1049) |
|  |                                   |

|  | Parvicursor                              |
|  |                                          |
|  | Parvicursor sp. (Alvarezsaure de Tugrik) |
|  |                                          |

|  | Shuvuuia  |
|  |           |
|  | Mononykus |
|  |           |

|  | Parvicursor                              |
|  |                                          |
|  | Parvicursor sp. (Alvarezsaure de Tugrik) |
|  |                                          |

|  | Shuvuuia  |
|  |           |
|  | Mononykus |
|  |           |

|  | Albertonykus                      |
|  |                                   |
|  | Alvarezsaure sense nom (YPM 1049) |
|  |                                   |

|  | Parvicursor                              |
|  |                                          |
|  | Parvicursor sp. (Alvarezsaure de Tugrik) |
|  |                                          |

|  | Shuvuuia  |
|  |           |
|  | Mononykus |
|  |           |

|  | Parvicursor                              |
|  |                                          |
|  | Parvicursor sp. (Alvarezsaure de Tugrik) |
|  |                                          |

|  | Shuvuuia  |
|  |           |
|  | Mononykus |
|  |           |

|  | Albertonykus                      |
|  |                                   |
|  | Alvarezsaure sense nom (YPM 1049) |
|  |                                   |

|  | Parvicursor                              |
|  |                                          |
|  | Parvicursor sp. (Alvarezsaure de Tugrik) |
|  |                                          |

|  | Shuvuuia  |
|  |           |
|  | Mononykus |
|  |           |

|  | Parvicursor                              |
|  |                                          |
|  | Parvicursor sp. (Alvarezsaure de Tugrik) |
|  |                                          |

|  | Shuvuuia  |
|  |           |
|  | Mononykus |
|  |           |

|  | Albertonykus                      |
|  |                                   |
|  | Alvarezsaure sense nom (YPM 1049) |
|  |                                   |

|  | Parvicursor                              |
|  |                                          |
|  | Parvicursor sp. (Alvarezsaure de Tugrik) |
|  |                                          |

|  | Shuvuuia  |
|  |           |
|  | Mononykus |
|  |           |

|  | Parvicursor                              |
|  |                                          |
|  | Parvicursor sp. (Alvarezsaure de Tugrik) |
|  |                                          |

|  | Shuvuuia  |
|  |           |
|  | Mononykus |
|  |           |

|  | Albertonykus                      |
|  |                                   |
|  | Alvarezsaure sense nom (YPM 1049) |
|  |                                   |

|  | Parvicursor                              |
|  |                                          |
|  | Parvicursor sp. (Alvarezsaure de Tugrik) |
|  |                                          |

|  | Shuvuuia  |
|  |           |
|  | Mononykus |
|  |           |

|  | Parvicursor                              |
|  |                                          |
|  | Parvicursor sp. (Alvarezsaure de Tugrik) |
|  |                                          |

|  | Shuvuuia  |
|  |           |
|  | Mononykus |
|  |           |

|  | Albertonykus                      |
|  |                                   |
|  | Alvarezsaure sense nom (YPM 1049) |
|  |                                   |

|  | Parvicursor                              |
|  |                                          |
|  | Parvicursor sp. (Alvarezsaure de Tugrik) |
|  |                                          |

|  | Shuvuuia  |
|  |           |
|  | Mononykus |
|  |           |

|  | Parvicursor                              |
|  |                                          |
|  | Parvicursor sp. (Alvarezsaure de Tugrik) |
|  |                                          |

|  | Shuvuuia  |
|  |           |
|  | Mononykus |
|  |           |